# نووا ایرلاین
نووا ایرلاین (به انگلیسی: Nova Airline) یک شرکت هواپیمایی با کد یاتا O9 (oscar9) است که در تاریخ ۲۰۰۰ میلادی تأسیس شده است. دفتر مرکزی نووا ایرلاین در خرطوم، سودان واقع شده‌است و قطب این شرکت هواپیمایی در فرودگاه بین‌المللی خرطوم قرار دارد.